# عبد الوهاب محمد عزام
عبد الوهاب محمد حسن عزام، أحد أبرز المفكرين المصريين والعرب في القرن العشرين، فقد كان أستاذًا وأديبًا وكاتبًا ومفكرًا وشاعرًا ومترجمًا وسياسيًا.

## نشأته وتعليمه
ولد عبد الوهاب عزام في 28 أغسطس عام 1894م بقرية تابعة لمركز البدرشين تسمى قرية الشوبك الغربي بمصر، لأسرة لها باع طويل ودور كبير في الفكر والسياسة ومقاومة الاحتلال الإنجليزي، فوالده الشيخ محمد حسن بك عزام كان يشغل منصب عضو مجلس شورى القوانين ثم الجمعية التشريعية، وانتخب بعدها في أول مجلس نيابي بعد دستور 1923م.
كان والد عبد الوهاب عزام حريصًا على التعليم الديني فأرسل ابنه للكتاب حيث حفظ به القرآن الكريم والتحق بعده بالأزهر ليلتحق بمدرسة القضاء الشرعي بعد أن أنهى دراسته الأزهرية، وقد تخرج منها عام 1920م وكان أول الخريجين فعين مدرسًا بها، وفي عام 1923م حصل عبد الوهاب عزام على درجة الليسانس في الآداب والفلسفة من الجامعة المصرية، اختير عبد الوهاب عزام بعد تخرجه ليكون إمامًا في السفارة المصرية بلندن، وهناك اطلع على ما يكتبه المستشرقون عن الإسلام و العالم الإسلامي وقرر أن يدرس اللغات الشرقية الإسلامية فالتحق بمدرسة اللغات الشرقية بلندن وحصل منها على درجة الماجستير في الأدب الفارسي في العام 1927م وكان موضوعها التصوف وفريد الدين العطار.

## مسيرته العلمية
عاد بعد ذلك عبد الوهاب عزام إلى القاهرة ليعين مدرسًا بكلية الآداب جامعة القاهرة، وفي هذه الأثناء سجل رسالته للدكتوراه عن شاهنامه الفردوسي في الأدب الفارسي وحصل عليها في العام 1932م، ليترقي بعدها مدرسًا للغات الشرقية لكلية الآداب، ثم أستاذًا عام 1939م، ثم رئيسًا لقسم اللغة العربية واللغات الشرقية، ثم عميدًا لكلية الآداب في العام 1945م.
وفي العام 1947م بدأ عبد الوهاب عزام رحلته في السلك الدبلوماسي حيث عين كسفير لمصر في المملكة العربية السعودية، ثم سفيرًا في باكستان عام 1950م، ثم سفيرًا مرة أخرى في السعودية واليمن حتى عام 1954م، ومد له الرئيس جمال عبد الناصر فترة خدمته عامين ليتقاعد في العام 1956م.
بعدها رشحته المملكة العربية السعودية ليؤسس جامعة الملك سعود (جامعة الرياض سابقًا) ليظل يعمل بها مديرًا للجامعة حتى توفي في 18 يناير عام 1959م ودفن في مسجد عزام بحلوان.
وجدير بالذكر أنه وخلال حياته العملية كأستاذ بالجامعة انتدب عبد الوهاب عزام مرتين للتدريس بجامعة بغداد، كما اختير عضوًا بمجمع اللغة العربية بالقاهرة عام 1949م، واختير أيضًا بالمجمع العلمي العربي بدمشق وبغداد وإيران، كما حصل على النيشان العلمي من حكومة إيران عام 1935م، ووسام الأرز الوطني من الحكومة اللبنانية عام 1947م.

## بعض من مؤلفاته وأعماله
- مدخل إلى الشاهنامة العربية للبنداري - 1932م
- التصوف في الشعر الإسلامي - 1933م
- مهد العرب - 1936م
- ذكرى أبي الطيب بعد ألف عام - 1936م
- نواح مجيدة من الثقافة الإسلامية - 1938م
- الرحلات - 1939م
- ديوان المتنبي - 1944م
- مجالس السلطان الغوري - 1944م
- التصوف وفريد الدين العطار - 1945م
- فصول من المثنوى (ترجمة عن الفارسية) - 1948م
- الأدب الفارسي - 1948م
- موقع عكاظ - 1950م
- الأوابد - 1950م
- بيام مشرق: لشاعر الهند وباكستان محمد إقبال (ترجمة عن الفارسية) - 1951م
- الشوارد أو خطرات عام كراتشي - 1953م]
- النفحات - 1953م
- ضرب الكليم لمحمد إقبال - 1952م
- محمد إقبال - 1954م
- المثاني - 1955م
- ديوان الأسرار والرموز محمد إقبال - 1956م
- المعتمد بن عباد - 1959م

## عائلته
هو ابن عم  عبد الرحمن عزام وجد أيمن ومحمد الظواهري لأمهما.

## وصلات خارجية
- عبد الوهاب محمد عزام على موقع أرشيف الشارخ.
- عبد الوهاب عزام.. الدبلوماسي الأديب

| سبقه لا يوجد | مدير جامعة الملك سعود 1377 هـ - 1378 هـ | تبعه ناصر المنقور |